# Успенський собор (Гельсінкі)
Успенський собор (фін. Uspenskin katedraali, швед. Uspenskijkatedralen) — кафедральний собор Фінляндської православної церкви в Гельсінкі, Фінляндія, освячений на честь Успіння Богородиці. Головний храм Фінляндської православної церкви. Спроєктований російським архітектором
Олексієм Горностаєвим (1808—1862), побудований після його смерті, в 1862—1868 роках.
Каплиця при соборі освячена на честь священномученика Олександра Хотовицького, який у 1914—1917 роках був настоятелем Гельсінгфорського приходу.
Розташований на схилі пагорба на півострові Катаянокка, звідки відкривається краєвид міста. На стіні собору є табличка, присвячена пам'яті російського імператора Олександра II, правителя так званого Великого князівства Фінляндійського під час будівництва собору.
Собор вважають найбільшим православним храмом у Західній Європі.
У 2006 році собор відвідало близько 516,5 тис. туристів. Вхід до собору безкоштовний. Взимку собор закритий по понеділках..